# Куртезон
Куртезо́н (фр. Courthézon) — коммуна во французском департаменте Воклюз региона Прованс — Альпы — Лазурный Берег. Относится к кантону Бедаррид. 

## Географическое положение

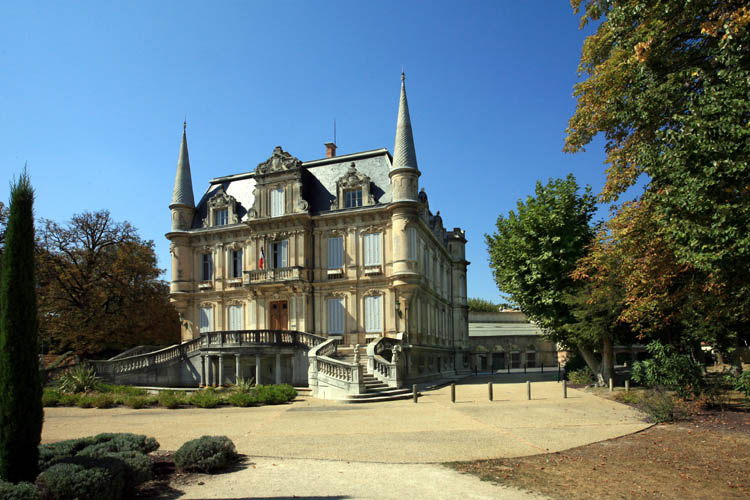
Куртезон. Замок Валь-Сей.

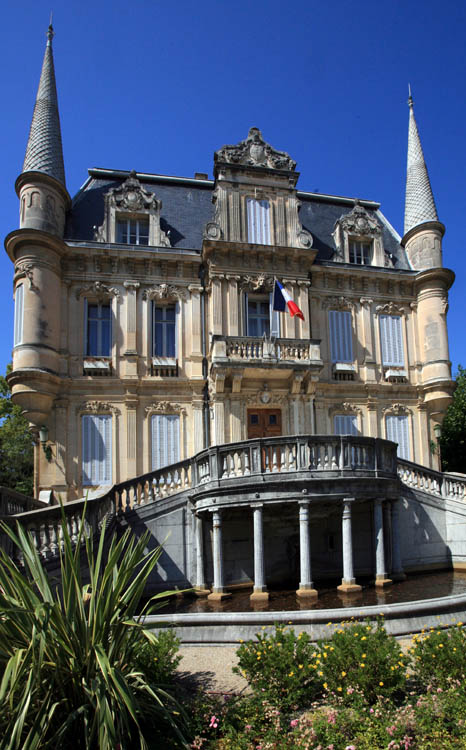
Мэрия.

Куртезон расположен в 17 км к северу от Авиньона. Соседние коммуны: Жонкьер на севере, Саррьян на востоке, Бедаррид на юге, Ле-Боку на юго-западе, Оранж на северо-западе.

## Гидрография
Через коммуну протекают ручей Роанель, реки Мор и Сей. Город покрыт сетью каналов. На окраине Куртезона протекает Увез.

## Демография
Население коммуны на 2010 год составляло 5387 человек.
| 1962 | 1968 | 1975 | 1982 | 1990 | 1999 | 2010 |
| ---- | ---- | ---- | ---- | ---- | ---- | ---- |
| 3575 | 3947 | 4337 | 4498 | 5166 | 5358 | 5387 |

## Достопримечательности
- Остатки крепостных сооружений XI века.
- Часовая башня 1653 года.
- Церковь Сен-Дени, неф и колокольня XII века, орган Теодора Пюже XIX века.
- Богадельня 1703 года.
- Замок Валь-Сей, сооружен в 1868 году.
- Замок Монтелье.
- Замок де Верклос, появился в XIII веке, восстановлен в XVI веке, изменён в XIX веке.
- Домен де Бокастель с замком, XVIII век.
- Часовня Сен-Пьер XII века, а также часовни Сен-Лоран, Сен-Домоник, Сент-Этьенн, Сен-Жорж-де-Гарриг.